# سینتیا مائونگ
سینتیا مائونگ (برمه‌ای: စင်သီယာမောင်؛ زادهٔ ۶ دسامبر ۱۹۵۹) یک پزشک اهل میانمار است.
دکتر سینتیا مائونگ در مرز برمه و تایلند درمانگاه مای تائو را اداره می‌کند. وی درست پس از "قیام نسل ۸۸" در سال ۱۹۸۸ برمه را ترک نمود
وی در سال ۲۰۱۳ موفق به دریافت جایزه صلح سیدنی شده‌است
سینتیا از اقلیت قومی کارن بود. در یانگون بدنیا آمد و در شهر ماولامیاین در کنار خانواده و نزدیکانش بزرک شد.
در سال ۱۹۷۷ مائونگ دبیرستان را تمام کرد اما به دلیل قوانین جدید دولت میانمار او می‌بایست یک سال دیگر صبر کند تا بتواند وارد دانشکده پزشکی شود. بالاخره در سال ۱۹۸۰ بود که او توانست آموزش پزشکی را شروع کند.